# James Ewing

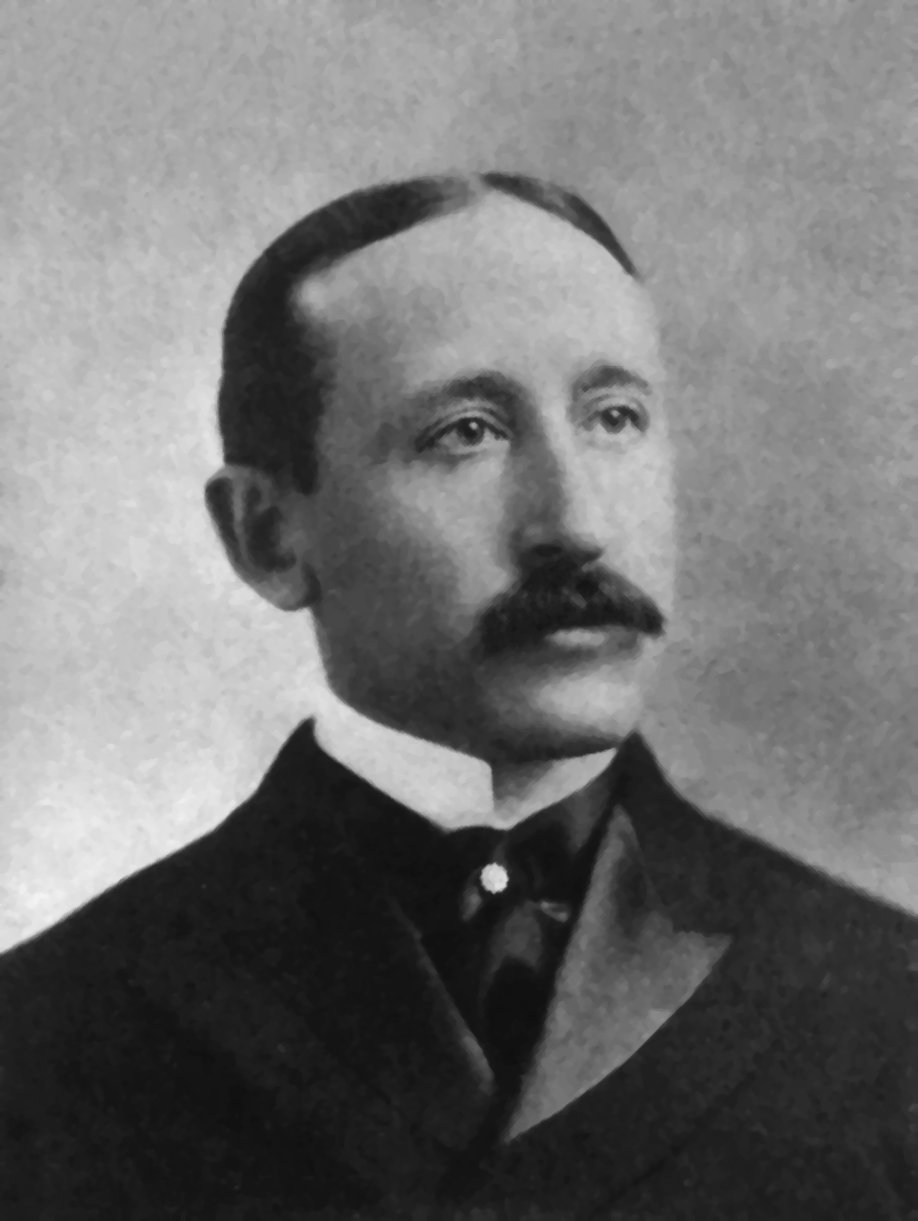
James Ewing

James Ewing (Pittsburgh, 25 december 1866 — New York, 16 mei 1943) was een Amerikaans patholoog die bekend werd door zijn ontdekking van een kwaadaardige vorm van kanker die naar hem Ewing-sarcoom is genoemd.